# Digerdöden i Norge

Engelskspråkig karta över pestens utbredning i Europa (1345-1353).

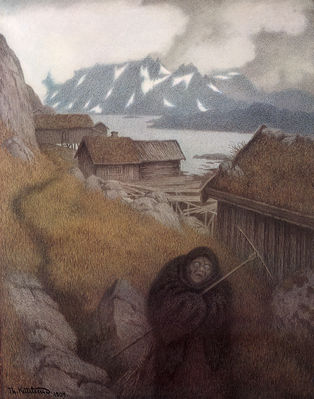
Mor der kommer en kjerring

Digerdöden i Norge ägde rum 1349-1350.  Den är mer väldokumenterad än i något annat nordiskt land, men trots det dåligt dokumenterad.  

## Förlopp
Benedictow beräknar att digerdöden kom till Bergen i augusti eller september 1349, och kom därifrån till Nidaros i oktober. Denna spridningsväg är dokumenterad i samtida källor. Att döma av en analys av sjukdomens spridnings- och sjukdomsförlopp i kombination med bevarad indirekt dokumentation som testamenten, bedöms dock en andra smittväg ha börjat när Oslo drabbades i maj eller juni 1349, och därifrån spred sig norrut mot Hamar under augusti 1349, väster mot Valdres och Agder  under hösten 1349 och vidare från Agder till Stavanger i januari 1350, och österut mot Bohuslän och Sverige under hösten 1350.

### Västra Norge
Digerdöden har blivit känd genom de för Norden unika, detaljerade vittnesmål som getts om den i samtida isländska källor. Det isländska verket Lögmanns-annál av Einar Haflidason innehåller vittnesmål från de isländska biskoparna Orm av Holar och Gyrd Ivarsson av Skalholt, som besökte Norge under digerdöden och återvände till Island 1351. I denna beskrivs hur den så kallade pestkoggen, ett fartyg från England, nådde Bergen i Norge år 1349. Vid samma tid härjade digerdöden i England. Strax efter att båten lastades av avled alla ombord. Därefter började innevånarna i staden Bergen att dö. Från Bergen spreds sedan digerdöden över hela Norge, där den uppges ha dödat en tredjedel av landets befolkning. Skeppet från England i Bergen ska ha sänkts, men flera andra skepp ska efter detta ha strandat längs kusten med samma resultat. 
Ännu ett detaljerat vittnesmål om digerdöden i Norge kommer från det isländska verket Gotskalks annal. Denna räknar upp ett antal namngivna offer för digerdöden, särskilt bland prästerskapet, som också kan bekräftas av andra källor. Den beskriver också hur pesten fortsatte från Bergen till Nidaros under 1349.  
Ytterligare information tillkommer från samtida testamenten, kontrakt och andra dokument. Genom detta är digerdöden i Norge bättre dokumenterad än i Sverige, betydligt bättre än i Danmark, och framför allt Finland.

### Östra Norge
En viss obalans har rått i den traditionella beskrivningen av digerdöden i Norge, eftersom tonvikten har legat på de isländska vittnesmålen. Men dessa beskriver enbart pesten i västra Norge. Därför har man utgått ifrån att pesten spreds därifrån över resten av landet. 
En kartläggning av samtida dödsfall runtomkring Norge tyder dock på att digerdöden i Norge i själva verket spred sig från två håll samtidigt. Den ena spred sig från just Bergen, dit den beräknas ha ankommit i augusti 1349, för att sedan därifrån nå Nidaros hösten samma år. Men vid samma tidpunkt som pesten spred sig från Bergen, noteras dödsfall också i Agder, på andra sidan Stavanger, som var orörd av pesten till 1350. Andra dödsfall tycks också tyda på, att digerdöden i själva verket nådde Oslo vid ungefär samma tidpunkt, eller kanske tidigare (i maj eller juni 1349), än Bergen, med skillnaden att den inte blev dokumenterad, och därifrån spred sig norrut mot Hamar och västerut till Stavanger. 
Pesten spred sig därefter från Norge till Sverige, där den ägde rum ett år efter Norge. Vilken roll Danmark spelade för smittspridningen i Norge är okänt eftersom digerdöden i Danmark är sämre dokumenterad än för både Norge och Sverige. Däremot är det klart bekräftat att digerdöden aldrig nådde Island, något som sägs tydligt och klart i isländska dokument, då Island var ett mycket litterärt land och dokumentationen där var stor. Island skulle inte uppleva pesten förrän 1402-1404, och då kom den med ett engelskt skepp.

### Nordnorge
Huruvida digerdöden nådde Nordnorge är okänt, men med tanke på att kyrkan i Trondenes uppfördes under slutet av 1300-talet eller början av 1400-talet, när man i resten av Norge snarare dömde ut gamla kyrkor som överflödiga än byggde nya, samt att bebyggelsen fortsatte sprida sig norrut, tyder det på att den inte nådde dit.

## Effekter
I traditionell norsk historieskrivning har digerdöden beskrivits som en starkt bidragande orsak till Norges nedgångsperiod. Efter 1380 förlorade Norge i praktiken sin politiska självständighet till Danmark, en utveckling som kulminerade då Norge blev en dansk provins 1536 och inte återfick sin självständighet förrän 1905, och denna nedgång har ofta skyllts på befolkningsminskningen under digerdöden. Därför har den norska forskningen traditionellt litat till de högsta alternativet av de tänkbara när siffrorna för digerdödens dödstal i Norge ska beräknas.
Att Norge drabbades av en kraftig befolkningsminskning och en demografisk chock 1349-1350 står klart. Av de 36 500 gårdar och 60 000 hushåll som fanns i Norge omkring 1300, återstod 16 000 gårdar och 23 000 hushåll år 1520, och landets befolkning beräknas under hela 1400-talet ha varit mindre än hälften av vad den varit vid sekelskiftet 1300. Landets befolkning beräknas inte ha återhämtat sig förrän under 1600-talet. Mellan 60 och 65 procent av befolkningen i Norge kan ha avlidit i digerdöden, men detta är samtidigt inte ett högre dödstal än vad som dog i exempelvis England under digerdöden, och befolkningsminskningen som sådan borde därför inte lastas för Norges nedgång.
Vad som däremot kan ha gjort att digerdöden faktiskt bidrog till Norges politiska nedgång var att det i Norge tycks ha förekommit högre dödstal bland de härskande samhällseliterna än vad som var fallet i andra länder som England eller Sverige, vilket resulterade i en minskad klass av de som kunnat hävda Norges rättigheter mot utlandet, något som ledde vidare till ett minskat oberoende.  
Medan samtliga biskopar överlevde digerdöden i Sverige, avled alla biskopar i Norge utom biskopen i Oslo, och 1371 uppges att endast 40 av de 300 präster som fanns före digerdöden fanns kvar.  Norges ämbetsklass tycks ha minskat kraftigt, då de som fanns kvar tvingades fokusera på att bibehålla kontrollen över de viktigaste funktionerna i söder och vissa delar, som Nordnorge, lämnades åt sig själva, och under 1351-1352 nämns i en rapport från Bergen att peterspenningen inte hade kunnat samlas in på grund av den oordning som rådde i landet efter pesten.
Den norska köpmansklassen förlorade sin ekonomiska makt över landets näringsliv till den tyska Hansan, som etablerade sig i Bergen; adeln i Norge började dö ut och förlora makten över landets krigsmakt till kungen i Danmark; och den norska ämbetsmännen minskade och ersattes av tyskar och danskar och därmed förlorade även Norge sin politiska och administrativa makt till personer i utlandet; allt detta har i traditionell norsk historieskrivning tillskrivits den stora befolkningsminskningen under digerdöden.

## Forskning
Ett omfattande försök att göra en realistisk uppskattning av antalet döda i de nordiska länderna gjordes i det nordiska ödegårdsprojektet (1981). Projektet gick ut på att kartlägga de så kallade "ödegårdarna", det vill säga tomter och marker som en gång ska ha varit gårdar, och utifrån dess antal, den tid de upphörde att vara bebodda och deras innevånare beräkna hur många som avled vid den tid digerdöden ägde rum i Norden åren 1349-1352. 
Det betraktas som det kanske mest omfattande seriösa projekt om digerdöden i Norden, men resultatet innebar många svårigheter. Dokumentationen för Danmark och Finland var otillräckligt för syftet. Dokumentationen för Norge och Sverige var däremot tillräckligt för uppskattningar, men i båda fallen anses dessa av olika skäl obalanserade. För Norges del har metoder används som lett fram till maximital som bedöms vida överdriva de verkliga dödstalen. I Sveriges fall är resultat det omvända, då metoderna framkallat minimital som bedöms underskatta det verkliga dödstalet.  Ytterligare en svårighet var att den norska forskningen av etablerad vana utgick från ett högt dödstal, medan den svenska forskningen av samma vana utgick från ett lågt, eftersom detta blivit en etablerad vana i respektive länder, något som också förmodas ha påverkat forskningen mot en benägenhet att överdriva respektive underdriva resultat.